# イタリア半島
イタリア半島（イタリアはんとう、イタリア語: Penisola italiana、ラテン語: Paeninsula Italica）は、ヨーロッパ大陸のアルプス山脈の南側から地中海に南東に延びた形の半島。別名アペニン半島。東側をアドリア海、南側をイオニア海、西側をティレニア海に分断している。アペニン山脈が貫いていて、半島のつけ根には北のアルプス山脈と南のアペニン山脈に囲まれるようにパダーナ平原がある。
以下の国が存在する。大部分がイタリア共和国だがサンマリノ及びバチカンなどのミニ国家が存在する。
- イタリア
- サンマリノ
- バチカン